# 张耀南 (贺龙副官)
张耀南（1885年11月24日—1963年12月28日），湖南澧县人，中國工農紅軍人物，曾任贺龙贴身副官。

## 生平
清光绪十一年（1885年）11月24日，张耀南出生于湖南澧州城内州后街。父母早年从湖北监利逃难落脚到澧州，靠小本生意维持生计。1925年，澧州大旱，张耀南因生意失败而债台高筑，将身上仅剩的一块大洋留给妻子后，离家出走。出走当天傍晚，张耀南自觉走投无路投涔水自杀，被正前往王家厂赈灾途中的时任澧州镇守使贺龙救起，从此投入贺龙麾下，其后长期担任贺龙贴身副官。
1929年，张耀南加入中国共产党，曾与贺龙一道参加北伐战争、南昌起义，转战湘鄂西，曾参加长征、抗日战争和解放战争。历任国民革命军第二十军军部后勤副官，中国工农红军第三军、红二军团、红二方面军、八路军一二〇师司令部副官处长、司务长等职。
1950年，65岁的张耀南参加西南战役后退役，被部队安排在四川省公安厅工作，定居成都。1963年12月28日，张耀南病逝于成都，享年79岁，安葬在成都市磨盘山公墓。

## 家庭
张耀南因参加革命而抛家舍业，妻子靠打短工抚养一双儿女。1935年8月，张耀南妻子过世，安葬后第二天，张耀南方随军攻克澧州城返回家中。红军部队在澧州休整期间，张耀南让儿女也都随军，其中女儿张帮富加入卫生队，儿子张帮贵则在军部做勤务。部队行至大堰垱后，张帮富被留在后方担任联络员。长征途中，张帮贵掉队，后在中共党组织的协助下返回家乡澧县，和姐姐一道做联络员。
1950年春，中共澧县县委、澧县人民政府接到张耀南通过西南军区转达的寻找儿女的信函。1951年下半年，张帮贵一家前往成都与张耀南团聚，其后张帮贵被安排在金堂县公安局工作。1952年10月下旬，张帮富带着女儿到成都与父亲相聚。

## 纪念
2020年8月1日，南昌八一起义纪念馆的名录墙上新增张耀南等21名参加南昌起义将士。